# Pampa del Tamarugal
Pampa del Tamarugal är en slätt i Chile. Den ligger i den norra delen av landet, 1 400 km norr om huvudstaden Santiago de Chile.
Trakten runt Pampa del Tamarugal är ofruktbar med lite eller ingen växtlighet. Trakten runt Pampa del Tamarugal är nära nog obefolkad, med mindre än två invånare per kvadratkilometer.